# 曼尼·森
伊曼紐爾·「曼尼」·森（Emanuel "Manny" Mori，1948年12月25日—）是密克羅尼西亞聯邦的總統，2007年5月11日由全國代表大會選舉產生並在同一天宣誓就職。

## 早年生活
森出生於費凡島，1969年高中畢業後，來到關島大學學習。1973年畢業獲得工商管理學學士學位。
大學畢業後，森被選為花旗銀行關島分行實習生。1974年，他成為花旗集團塞班島分公司的助理經理。
森在1976年離開花旗集團，開始擔任社會保障廳助理署長助理署長。1979年，他成為丘克州稅務辦公室主任。1981年到1983年擔任密克羅尼西亞聯邦開發銀行主計長，隨後直到1997年一直擔任銀行總裁兼首席執行官。
1997年以後在密克羅尼西亞聯邦銀行擔任執行副總裁，他1999年當選國會議員。

## 政治生涯
森在1999年7月1日密克羅尼西亞聯邦國會的補選中當選國會議員，並於2001年，2003年，2005年和2007年再次當選。2007年5月11日，曼尼·森擊敗時任總統约瑟夫·乌鲁塞马尔當選密克羅尼西亞聯邦總統。
曼尼是訪問中國次數最多的密聯邦總統，在任8年來先後5次訪華，第一次是就任總統後不久的2007年12月，他在12月16日到達上海，再於19日到北京。他在12月20日與中國國家主席胡錦濤進行會談。他在12月20日與中國國家主席胡錦濤進行會談。此外，曼尼也在2008年8月出席2008年夏季奧林匹克運動會的開幕儀式，之後他在2010年上海世博舉辦期間訪問中國，並出席了開幕儀式。在這段報導中，森總統根據國家的英文字母M而排在第十位。2012年9月來華出席寧洽會，2013年出席了第二屆中國-太平洋島國經濟發展合作論壇，同時訪問了深圳和香港。

## 家庭
族譜記載表明，曼尼·森是日本人小弁的後代。森小弁出生在四國，是武士的兒子，是首次在密克羅尼西亞聯邦定居的日本人，他先住在韋諾，後移居Tol。森小弁和韋諾當地酋長的女兒結婚，有六個兒子和五個女兒。森小弁的長子Taro，正是曼尼·森的祖父。
曼尼·森擔任總統期間在2008年對他的祖居之地日本高知縣進行了正式訪問，並參加日本和密克羅尼西亞聯邦的雙邊關係20週年紀念。他受到了州長和市長的熱烈歡迎。曼尼·森還拜謁他的森氏祖先，始祖森勝信。

## 個人生活
森和已故的第一任妻子Elina Ekiek有四個女兒，後來與Emma Mori再婚。

## 註腳
1. ↑  森勝信是16世紀統治四國和九州地區的大名豐臣秀吉的手下。

## 外部鏈接
- 密克羅尼西亞聯邦總統辦公室
- 曼尼·森成為新的密克羅尼西亞聯邦總統

| 官衔                       | 官衔                               | 官衔                   |
| -------------------------- | ---------------------------------- | ---------------------- |
| 前任者： 约瑟夫·乌鲁塞马尔 | 密克羅尼西亞聯邦總統 2007年–2015年 | 繼任者： 彼得·克里斯琴 |